# Morat (groupe)
Pour les articles homonymes, voir Morat (homonymie).
Morat est un groupe de musique pop formé en 2011 à Bogota en Colombie. Les membres du groupe jouent de la musique ensemble depuis leur tout jeune âge. Leur début plus officiel s'est fait lorsque la chanteuse Paulina Rubio souhaite faire une collaboration avec leur première chanson Mi nuevo vicio,. Le groupe signe alors avec Universal Music Group.

## Membres
- Juan Pablo Villamil: Guitare, banjo et voix
- Juan Pablo Isaza :  Guitare et voix
- Martín Vargas : Percussions
- Simón Vargas : basse

## 2014–2017:Sobre el amor y sus efectos secundarios
À la fin de l'année 2015, ils ont connu leur premier succès dans les pays hispanophones avec le  single " Cómo te atreves ", qui a atteint la meilleure position sur iTunes et les a fait connaître en Espagne. En juin 2016, Morat a sorti son premier album studio Sobre el amor y sus efectos secundarios chez Universal Music Spain.  

## 2017-2019:Balas Perdidas
En 2018, Morat a sorti son deuxième album studio le single Balas perdidas. Le single premier single "Cuando nadie ve " rencontre un certain succès en Amérique Latine ou il se classera premier du classement airplay au Mexique. 